# غريغ سيرل
غريغ سيرل (بالإنجليزية: Greg Searle)‏ هو مجدف بريطاني، ولد في 20 مارس 1972 في أشفورد في المملكة المتحدة.

## وصلات خارجية
- غريغ سيرل على موقع الاتحاد الدولي للتجديف (الإنجليزية)
- غريغ سيرل على موقع اللجنة الأولمبية الدولية (الإنجليزية)
- غريغ سيرل على موقع أوليمبيديا (الإنجليزية)
- غريغ سيرل على موقع اللجنة الأولمبية البريطانية (الإنجليزية)